# ゲイリー・ブルッカー
ゲイリー・ブルッカー（Gary Brooker、1945年5月29日 - 2022年2月19日）は、イングランド出身のミュージシャン、ロック歌手、鍵盤奏者、音楽プロデューサー。
ロックバンド「プロコル・ハルム」の主宰として知られる。2003年、大英帝国勲章を叙勲。

## 来歴
ロンドンで生まれ、1955年にエセックス州に移る。1959年に中学校時代の仲間達と「パラマウンツ」というグループを結成。1962年頃から本格始動し、翌1963年にコースターズの'Poison Ivy'のカヴァーでシングルデビューを果たす。レイ・チャールズらに影響を受けR&B色の濃い楽曲を制作したが、1966年に解散。

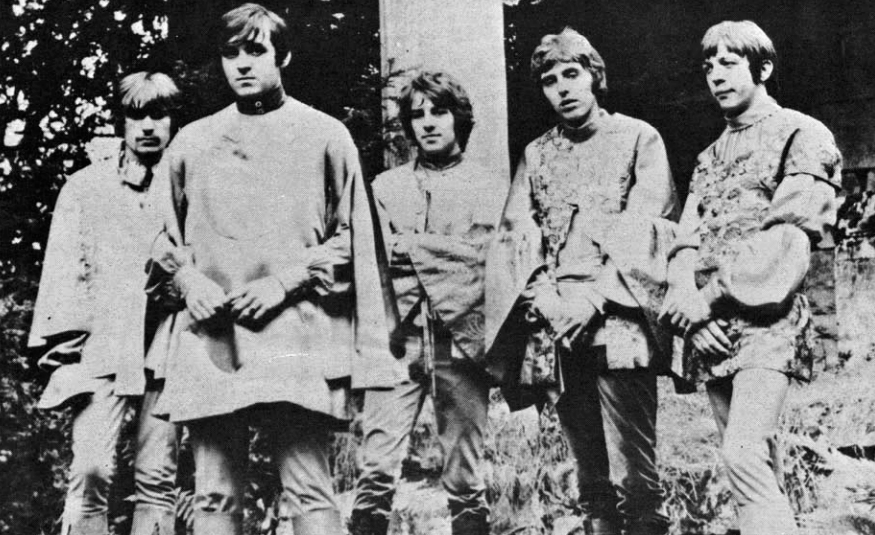
プロコル・ハルム結成当時（1967年）

1967年に詩人のキース・リードと出会い、共に「プロコル・ハルム」を結成してピアノとリード・ヴォーカルを担当し、リードの詞に曲をつけた。彼が作曲したデビュー曲「青い影」は世界的な大ヒットを記録した。彼は1977年に解散するまで、多くの曲をリードと共作した。
プロコル・ハルム解散後はソロとして活動する傍ら、エリック・クラプトン・バンドのバンドマスターを務めたほか、ジョージ・ハリスンやリンゴ・スターといった元ビートルズのメンバーとも共演した。またアラン・パーソンズ・プロジェクトにもリード・ヴォーカルとしてゲスト参加している。

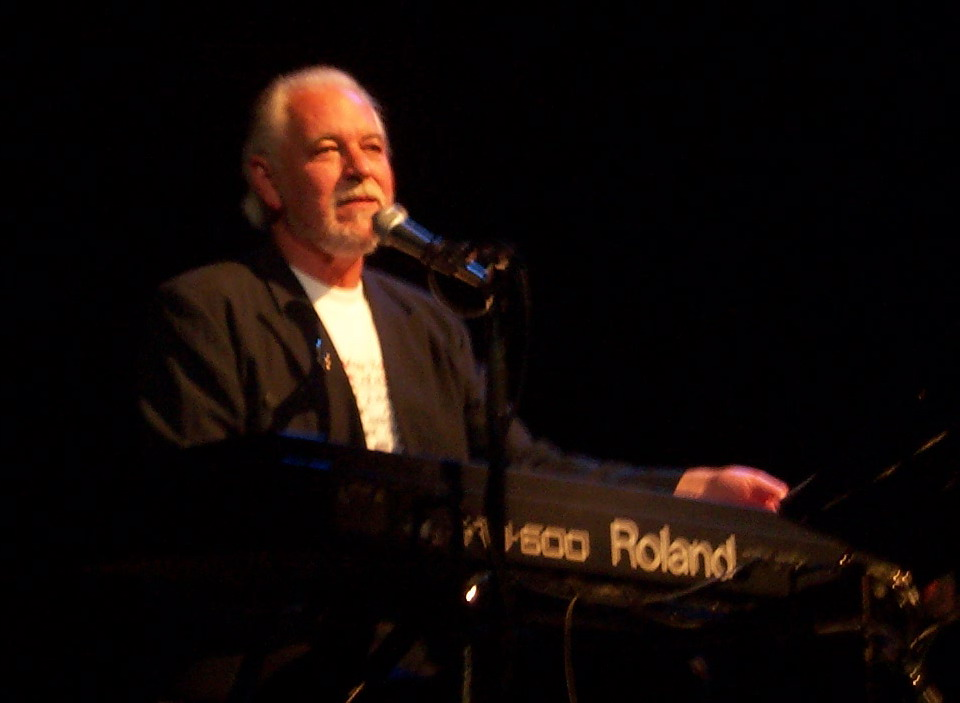
プロコル・ハルム - ロンドン公演（2002年）

1991年にプロコル・ハルムを再結成し、各国をツアーした。また1997年から1999年にかけて、リンゴ・スター&ヒズ・オールスター・バンドのツアーにも参加して「青い影」や「征服者」等を歌った。同じ時期にビル・ワイマンが率いるリズム・キングスにも名を連ねていた。
2003年、チャリティー活動が評価され、王室から大英帝国勲章（五等勲士、MBE）を授けられた。
2022年2月19日、がんのため自宅にて死去。76歳没。訃報はプロコル・ハルムの公式サイトで伝えられた。

## ディスコグラフィ

### ソロ

#### スタジオ・アルバム
- No More Fear of Flying（1979年）
- Lead Me to the Water（1982年）
- Echoes in the Night（1985年）

#### ライブ・アルバム
- Within Our House（1996年）